# Долми
Долми́ — посёлок в районе имени Лазо Хабаровского края России. Административный центр Долминского сельского поселения.

## История
Основан как посёлок лесозаготовителей в 1956 году.

## География
Посёлок Долми стоит на правом берегу реки Матай и на правом берегу реки Долми (при впадении её в Матай).
Посёлок Долми расположен на строящейся автотрассе «Восток».
Расстояние от посёлка Долми до автотрассы Хабаровск — Комсомольск-на-Амуре (в окрестностях села Князе-Волконское) около 140 км.
Расстояние до трассы «Уссури» у села Дормидонтовка Вяземского района (через Капитоновку Вяземского района) около 75 км.
Расстояние до районного центра Переяславка (через Георгиевку) около 110 км.
От посёлка Долми на восток идёт дорога к посёлку Катэн, на юго-восток — к пос. Солонцовый, на юг — к посёлку Южный.

## Население
| 1992 | 2002 | 2010 | 2011 | 2012 | 2021 |
| ---- | ---- | ---- | ---- | ---- | ---- |
| 494  | ↘395 | ↘351 | ↘350 | ↘347 | ↘238 |

## Улицы
| - ул. Гаражная, - пер. Гаражный, - ул. Лесная, - ул. Новая, - пер. Пионерский, | - пер. Почтовый, - ул. Строительная, - ул. Таёжная, - ул. Центральная, - ул. Школьная. |

## Экономика
Предприятия, занимающиеся заготовкой и переработкой леса.